# 加計美術館
加計美術館（かけびじゅつかん、Kake Museum）は、岡山県の倉敷美観地区内にある美術館を兼ねたギャラリー。

## 概説
同地にかつて存在した、ローマ・ギリシャ美術をメイン収蔵品としていた倉敷蜷川美術館（くらしきにながわびじゅつかん。1972年設立、2000年閉館）の跡地に設立された加計学園グループの美術ギャラリー。ただし旧蜷川美術館が設置者である蜷川明夫妻のコレクションを主軸としたローマ・ギリシャ美術を取り扱っていたのに対し、加計美術館は加計学園グループ各校出身者を主軸とした現代芸術を取り扱う。
主に倉敷芸術科学大学および吉備国際大学の学生および出身者による、交流・情報発信の場として2002年（平成14年）4月に開館。以降、両大学出身者による作品の展示や、学生・OB・OGによる企画展、地元福祉施設（例として授産所や小規模作業所など）の利用者作品の展示を行っている。現在は「倉敷芸術科学大学 加計美術館」という名称が用いられており、芸術文化の発信基地として教育支援、作家支援、福祉支援の３つの柱を軸に活動され、優秀な成績をおさめた学生の作品収蔵や大学院修了展の開催など大学附属の美術館としての機能を果たしている。
4階にグループの創始者である加計勉の人生と業績、また加計が受けた勲章や表彰・学位などをまとめた展示「加計勉 記念コーナー」を設置しており、これを実質上の常設展としている。

## 沿革
- 2002年（平成14年）開館
- 2007年（平成19年）加計勉 記念コーナーを開設

## フロア
全5階のフロア構成をとっている。 全館内撮影禁止。
- 1F：ミュージアムショップ・ショップ会計（美術館入場受付を兼ねる）・展示室（会計の奥）
- 2F：展示室（企画展用）
- 3F：展示室（企画展用）
- 4F：加計勉 記念コーナー（常設展）
- 5F：展示室（企画展用・OB展示）

## 入館料
一般 300円。大学生 200円。
- 高校生以下無料[5]
- 加計学園グループに属する各校の生徒・学生および教職員は無料[5]
- ただし特別展など美術館側が別途企画する催事については例外あり。[5]その際には催事のフライヤーやウェブサイトなどの情報を改めて確認する事。[5]

## アクセス
倉敷美観地区内にある。
- 倉敷駅から同地区中心部へ徒歩10分程度。倉敷館(観光案内所)横。[5]
- 自家用車利用の場合、駐車場なし。同地区周辺の有料駐車場を利用するように案内されている。(提携駐車場も存在しない)[5]